# 大阪府道133号鳥飼八丁富田線
大阪府道133号鳥飼八丁富田線（おおさかふどう133ごう とりかいはっちょうとんだせん）は、大阪府摂津市から高槻市に至る一般府道である。

## 概要
摂津市鳥飼八町1丁目から高槻市富田町3丁目に至る。

### 路線データ
- 起点：大阪府摂津市鳥飼八町1丁目（宮鳥橋南交差点、大阪府道15号八尾茨木線交点）
- 終点：大阪府高槻市富田町3丁目（大阪府道127号摂津富田停車場線交点）

## 路線状況

### 重複区間
- 大阪府道19号茨木寝屋川線（摂津市鳥飼八町2丁目 - 茨木市野々宮2丁目・野々宮2丁目交差点）
- 大阪府道・京都府道14号大阪高槻京都線（茨木市野々宮2丁目・野々宮2丁目交差点 - 茨木市南目垣2丁目・南目垣2丁目交差点）
- 大阪府道132号高槻茨木線（高槻市富田町6丁目）

### 道路施設

#### 橋梁
- 安威川大橋（安威川、摂津市 - 茨木市、大阪府道19号茨木寝屋川線重複区間内）
- 玉島橋（安威川、茨木市、大阪府道・京都府道14号大阪高槻京都線重複区間内）

## 地理

### 通過する自治体
- 大阪府
  - 摂津市 - 茨木市 - 高槻市

### 交差する道路
| 交差する道路                                                                            | 市町村名 | 交差する場所  | 交差する場所          |
| --------------------------------------------------------------------------------------- | -------- | ------------- | --------------------- |
| 大阪府道15号八尾茨木線                                                                  | 摂津市   | 鳥飼八町1丁目 | 宮鳥橋南交差点 / 起点 |
| 大阪府道19号茨木寝屋川線 重複区間起点                                                   | 摂津市   | 鳥飼八町2丁目 |                       |
| 大阪府道・京都府道14号大阪高槻京都線 重複区間起点 大阪府道19号茨木寝屋川線 重複区間終点 | 茨木市   | 野々宮2丁目   | 野々宮2丁目交差点     |
| 大阪府道・京都府道14号大阪高槻京都線 重複区間終点                                       | 茨木市   | 南目垣2丁目   | 南目垣2丁目交差点     |
| 大阪府道138号三島江茨木線                                                               | 茨木市   | 目垣2丁目     | 目垣交差点            |
| 大阪府道139号枚方茨木線                                                                 | 茨木市   | 鮎川4丁目     | 鮎川交差点            |
| 大阪府道132号高槻茨木線 重複区間起点                                                    | 高槻市   | 富田町6丁目   |                       |
| 大阪府道132号高槻茨木線 重複区間終点                                                    | 高槻市   | 富田町6丁目   |                       |
| 大阪府道127号摂津富田停車場線                                                           | 高槻市   | 富田町3丁目   | 終点                  |

### 沿線
- 茨木市立東小学校
- 茨木鮎川郵便局
- 高槻市立富田小学校
- 阪急京都本線 富田駅